# Захарова, Елена Ивановна
Елена Ивановна Заха́рова (16 [29] января 1907, Мозырь, Минская губерния — 2 октября 1999, Новочеркасск, Ростовская область) — советский хозяйственный, государственный и политический деятель, доктор сельскохозяйственных наук, профессор.

## Биография
Родилась в 1907 году в Мозыре (ныне Гомельская область, Беларусь). Член ВКП(б).
С 1930 года — на хозяйственной, общественной и политической работе. В 1930—1999 годы — ассистент Института агропочвоведения, специалист Бюро обследования Института плодоводства, старший специалист Бюро обследования при Садвинсовхозобъединении, научный сотрудник и ученый секретарь ЦГЛ им. И. В. Мичурина, заведующий отделом агротехники, научный консультант Всероссийском институте виноградарства и виноделия в Новочеркасске.
Умерла 2 октября 1999 года в Новочеркасске (Ростовская область).

## Научная деятельность
Ученым теоретически обоснованы и разработаны рекомендации по основным приемам агротехники, на основе которых широко внедрены в производство системы формирования кустов винограда, в том числе односторонние формы для механизации укладки и укрытия лоз; выявлены оптимальные площади питания кустов в соответствии с природно-агротехнических условий, рациональные размеры нагрузка кустов и длина лоз при подрезке; разработаны методы ускоренного размножения дефицитных и новых сортов винограда. Соавтор 5 новых районированных сортов винограда с повышенной морозостойкостью. Автор 210 научных работ, 5-и изобретений. Ею подготовлено 10 кандидатов и докторов наук. Среди работ:
- Виноградарство.- Москва, 1960;
- Формирование, обрезка и нагрузка виноградных кустов. Ростов н / Д., 1964;
- Новые морозоустойчивые сорта винограда.- Махачкала, 1965 (в соавторстве);
- Виноградный куст.- Ростов н / Д., 1972 (в соавторстве).

## Признание
- Сталинская премия третьей степени (1951) — за выведение новых зимостойких сортов винограда для средней и восточной зон Европейской части СССР и разработку агротехники этой культуры.
- Государственная премия СССР (1971) — за разработку и внедрение в производство технологии механизированной обработки виноградников в зоне укрывной культуры)[1].
- заслуженный агроном Российской Федерации[2];

Награждена:
- орден Трудового Красного Знамени,
- орден «Знак Почета»
- орден Дружбы народов;
- 14 медалей ВДНХ[1];
- почетными грамотами Верховного Совета РСФСР, Российской академии наук[1].